# 紺青 (色)

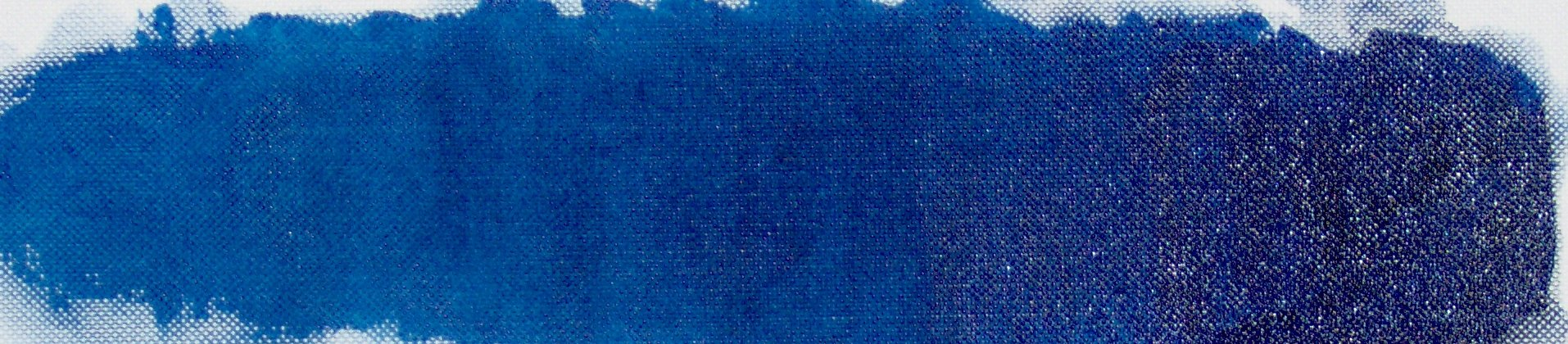
プルシアンブルーで着色した例

紺青（こんじょう）は、一般的には紫色を帯びた暗い青色のこと。この場合、色名はフェロシアン化第二鉄を主成分とする人工顔料紺青に由来しており、プルシアンブルー（プルシャンブルー、プラシャンブルー）と呼ばれるのも同じ色である。
ただし、日本古来「コンジョウ」とよばれる別の物質も存在する。岩群青である。

紺青と紺色、瑠璃色

## 多様な別名
日本語名で紺青と呼ばれる青色顔料は、1704年ドイツのベルリンにおいてディースバッハによって発見された。そのため、顔料の発見地ドイツの旧王国名・州名プロイセンに由来してプルシアンブルーと呼ばれるのが一般的である。七年戦争当時はプロイセンの歩兵と砲兵とはこの染料で染めた青い制服を使用していた。日本ではプルシア藍とも。また、「ベルリンの青」という意味を込めてベルリンブルーと呼ばれることも多い。漢字で伯林青と表記されることもある。日本でベレンスと呼ばれるのも同じ色であり、これはベルリンを表すオランダ語 Berlijns が変形したものである。また、平賀源内の『物類品隲』（1763年）にはベイレンブラーウとして紹介されている。浮世絵などの出版関係者の間ではベロ藍という略称が使われた。まれに発見者の名前をとってディースバッハブルーともいう。
さらに、ほぼ同じ時期にフランスのパリにおいてミロリによってまったく同じ顔料の製法が発見されていた。これにより、発見地の名前を取ってパリスブルーあるいはパリブルーと呼ばれることもある。発見者の名前をとったミロリブルーという色名もある。
プルシアンブルーとはまったく異なる物質と考えられていたターンブルブルーが後に同じ物質であることが分かったため、これも同じものの名前として用いられるようになった。また、原料の鉄にちなんだアイアンブルーをJIS慣用色名では同一色としている（ただし、アイアンブルーという色名は他の色味を表す場合があるので注意。）。ブロンズブルーやチャイニーズブルーも同じ色を表す名前である。
暗色であり、また、着色力が強い（他の顔料、絵具と混合すると紺青が強く影響する）ことから扱いづらく熟練を要する色であり、狼色（）とも言われるが、これは色の名ではなく、他の絵具、顔料を含む。

## 機能性材料としてのプルシアンブルー
従来は顔料以外の用途としては見い出されていなかったプルシアンブルーであるが、近年、次世代電池の候補として目されるカリウムイオン電池の正極材として開発が進められる。

## 金青
金青（）と呼ばれる色は、江戸時代にプルシアンブルーが輸入される以前より存在していた。平安時代初期に記された続日本紀には既に金青の名前が見られる。これは、プルシアンブルーに比べて赤味の強い青である。顔料の主成分となる鉱物は藍銅鉱（アズライト）である。
この天然顔料である紺青と、後に人工的に作られたプルシアンブルーを区別するために、前者を岩紺青（）、後者を花紺青（）と称することがある。ただし一般的に花紺青は、スマルトのことである。